# 奧克倫 (伊利諾伊州)
奧克倫（英語：Oak Run）是位於美國伊利諾伊州諾克斯縣的一個人口普查指定地區。

## 地理
奧克倫的座標為40°57′48″N 90°08′42″W / 40.96333°N 90.14500°W，而該地最高點為海拔高度225米（即738英尺）。

## 人口
根據2010年美國人口普查的數據，奧克倫的面積為11.42平方千米，當中陸地面積為9.16平方千米，而水域面積為2.26平方千米。當地共有人口190人，而人口密度為每平方千米16.64人。